# Onthophagus aereomaculatus
Onthophagus aereomaculatus là một loài bọ cánh cứng trong họ Bọ hung (Scarabaeidae).